# Christine van den Heuvel

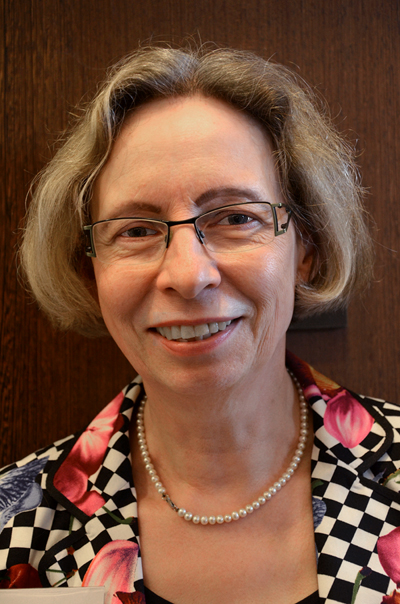
Christine van den Heuvel

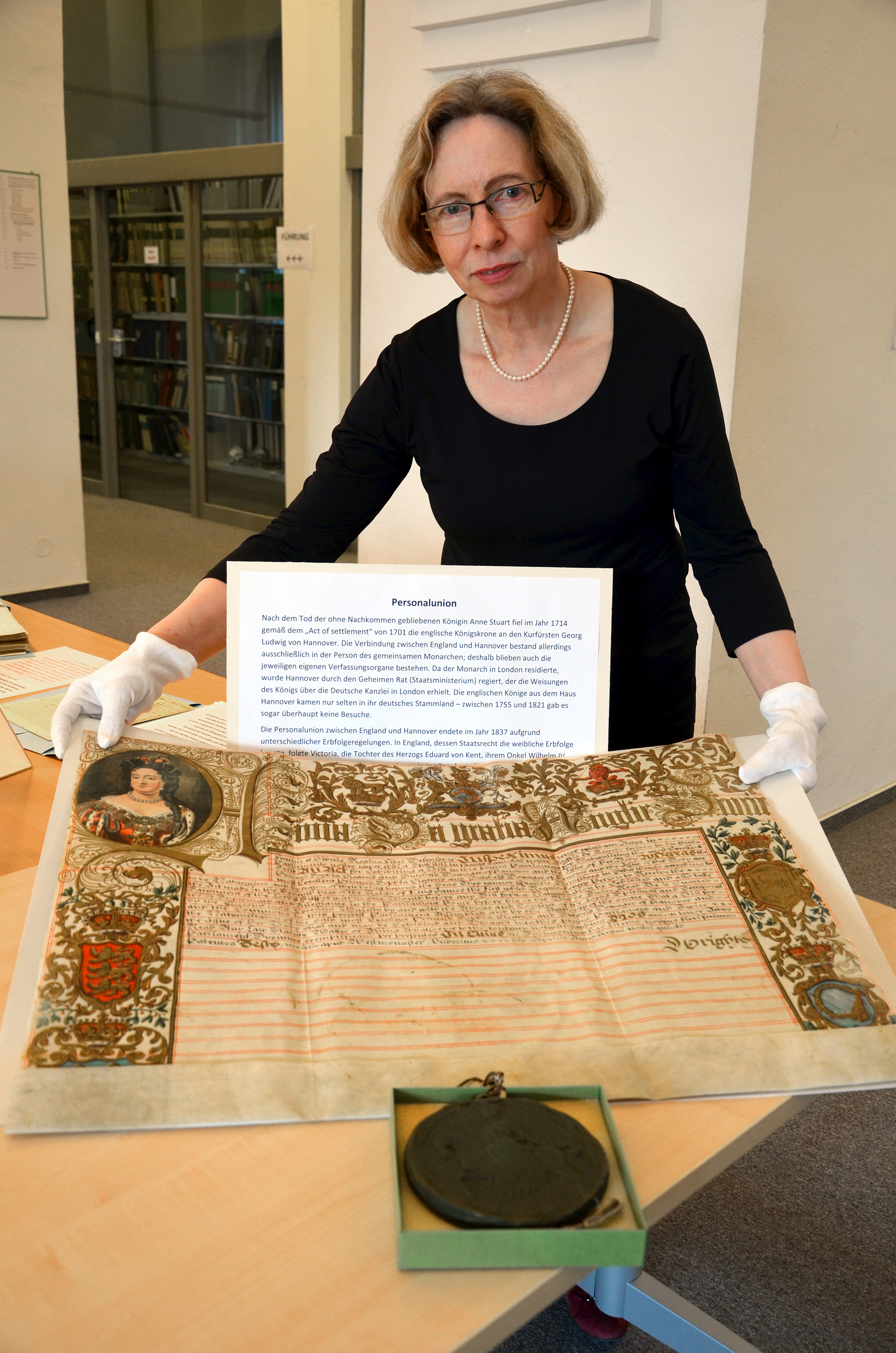
Christine van den Heuvel 2014 am Tag der Archive mit einem Faksimile der Sukzessionsurkunde von 1706 im Zuge des Acts of Settlement für Kurfürstin Sophie

Christine van den Heuvel (* 1952 in Bad Rothenfelde) ist eine deutsche Historikerin und Archivarin.

## Leben
Christine van den Heuvel studierte von 1972 bis 1978 Geschichte, Germanistik und Philosophie an der Ruhr-Universität Bochum bis zum Staatsexamen. 1981 wurde sie an der Universität Bochum promoviert. 1982–1983 war sie Archivreferendarin am Staatsarchiv Osnabrück und der Archivschule Marburg. Seitdem ist sie im niedersächsischen Archivdienst tätig: Von 1983 bis 2000 als Referentin im Hauptstaatsarchiv Hannover, von 2000 bis 2002 als Leiterin der Außenstelle Pattensen des Hauptstaatsarchivs Hannover, 2002 bis 2010 als stellvertretende Leiterin des Hauptstaatsarchivs Hannover, 2010 bis 2012 als Dezernentin in der Zentralen Archivverwaltung des Niedersächsischen Landesarchivs und im Referat Archivwesen der Niedersächsischen Staatskanzlei.
Seit 2012 war van den Heuvel Leiterin der Zentralen Archivverwaltung des Niedersächsischen Landesarchivs und Leiterin des Standorts Hannover. Von Januar 2015 bis zu ihrer Pensionierung Ende Juli 2018 war sie Präsidentin des Niedersächsischen Landesarchivs.
Ihre wissenschaftlichen Schwerpunkte sind die Niedersächsische Landesgeschichte und die Geschichte der Frühen Neuzeit.

## Schriften (Auswahl)
- Beamtenschaft und Territorialstaat. Behördenentwicklung und Sozialstruktur der Beamtenschaft im Hochstift Osnabrück 1550–1800, zugleich Dissertation 1981 an der Universität Bochum (= Osnabrücker Geschichtsquellen und Forschungen, Heft 24), Sonderdruck für Mitglieder des Vereins für Geschichte und Landeskunde von Osnabrück, Osnabrück: Wenner, 1984, ISBN 3-87898-290-9.
- Kleine niedersächsische Archivkunde. Eine Orientierungshilfe für die Ausbildung zum/r Fachangestellten für Medien- und Informationsdienste – Fachrichtung Archiv (= Kleine Schriften des Niedersächsischen Landesarchivs, Heft 1), Hannover: Hahnsche Buchhandlung, 2007, ISBN 978-3-7752-5917-0 und ISBN 3-7752-5917-1
- In der Reihe Veröffentlichungen der Historischen Kommission für Niedersachsen und Bremen:
  - Band 36: Geschichte Niedersachsens, begründet von Hans Patze, Bd. 3, Teil 1. Politik, Wirtschaft und Gesellschaft von der Reformation bis zum Beginn des 19. Jahrhunderts, hrsg. von Christine van den Heuvel und Manfred von Boetticher, Hannover: Hahn, 1998, ISBN 3-7752-5901-5.
  - Band 253: Land, Dorf und Kirche: Gemeindebildungen vom Mittelalter bis zur Neuzeit in Nordwestdeutschland, hrsg. von Christine van den Heuvel, Hannover: Hahn, 2009, ISBN 978-3-7752-6053-4.
- Schriftenverzeichnis Christine van den Heuvel (Stand Mai 2018). In: Sabine Graf u. a. (Hgg.): Archiv und Landesgeschichte. Festschrift für Christine van den Heuvel, Göttingen: Wallstein [2018] (= Veröffentlichungen der Historischen Kommission für Niedersachsen und Bremen, 300), ISBN 978-3-8353-3374-1, S. 365–370.